# Хочешь или нет?
«Хочешь или нет?» (фр. Tu veux... ou tu veux pas?) — фильм французского режиссёра Тони Маршаль 2014 года.

## Сюжет
Ламбер (Патрик Брюэль), раскаявшийся эротоман, пытается искупить своё поведение, став… семейным консультантом. В течение нескольких месяцев ситуация усложняется, когда он нанимает помощницу, соблазнительную Жюдит (Софи Марсо), чья необузданная сексуальность подвергает его испытаниям.

## В ролях
- Софи Марсо: Жюдит
- Патрик Брюэль: Ламбер
- Андре Вильм: Мишель
- Сильви Вартан: Надин